# Amador City
Amador City (dříve Amadore's Creek a South Amador) je město v okresu Amador County v Kalifornii. Podle sčítání obyvatelstva v roce 2000 zde žilo 196 obyvatel, k roku 2010 již zde žilo jen 185. Město vzniklo v roce 1853 a pošta zde byla zřízena deset let poté.